# Marehra
Marehra é uma cidade  no distrito de Etah, no estado indiano de Uttar Pradesh.

## Demografia
Segundo o censo de 2001, Marehra tinha uma população de 17,772 habitantes. Os indivíduos do sexo masculino constituem 53% da população e os do sexo feminino 47%. Marehra tem uma taxa de literacia de 40%, inferior à média nacional de 59.5%: a literacia no sexo masculino é de 49% e no sexo feminino é de 30%. Em Marehra, 18% da população está abaixo dos 6 anos de idade.